# Spoorlijn Mülheim-Styrum - Oberhausen
De spoorlijn Mülheim-Styrum - Oberhausen is een Duitse spoorlijn en als spoorlijn 2183 onder beheer bij DB Netze.

## Geschiedenis
Het eerste traject werd door de Bergisch-Märkische Eisenbahn-Gesellschaft (BME) in 1862 geopend. In 1888 werd een nieuw westelijker traject geopend.

## Treindiensten
Op het traject rijdt de S-Bahn Rhein-Ruhr de volgende routes:
| Serie | Treinsoort            | Route                                                                    | Bijzonderheden |
| ----- | --------------------- | ------------------------------------------------------------------------ | -------------- |
| S 3   | S-Bahn (DB Regio NRW) | Oberhausen Hbf – Mülheim (Ruhr) Hbf – Essen Hbf – Hattingen (Ruhr) Mitte |                |

## Aansluitingen
In de volgende plaatsen is of was er een aansluiting op de volgende spoorlijnen:
Mülheim (Ruhr)-Styrum
DB 2184, spoorlijn tussen Mülheim-Styrum en Duisburg
DB 2185, spoorlijn tussen Kettwig en Mülheim-Styrum
DB 2187, spoorlijn tussen Mülheim-Styrum W10 en W4
DB 2188, spoorlijn tussen Alstaden en Mülheim-Styrum
DB 2290, spoorlijn tussen Mülheim-Styrum en Duisburg
DB 2291, spoorlijn tussen Mülheim-Styrum en Bochum
DB 2300, spoorlijn tussen Duisburg-Ruhrort en Essen
Oberhausen Hbf
DB 2262, spoorlijn tussen Oberhausen en Bottrop Nord
DB 2270, spoorlijn tussen Oberhausen en Emmerich
DB 2271, spoorlijn tussen Oberhausen en Wesel
DB 2274, spoorlijn tussen Oberhausen en Duisburg-Ruhrort
DB 2275, spoorlijn tussen aansluiting Kolkmannshof en Oberhausen
DB 2277, spoorlijn tussen Oberhausen en Essen-Altenessen
DB 2278, spoorlijn tussen Oberhausen Obo en aansluiting Mathilde
DB 2282, spoorlijn tussen Oberhausen Obo en Oberhausen Obn
DB 2283, spoorlijn tussen Oberhausen Hauptbahnhof en Oberhausen West Oro
DB 2650, spoorlijn tussen Keulen en Hamm

## Elektrificatie
Het traject werd in 1959 geëlektrificeerd met een wisselspanning van 15.000 volt 16⅔ Hz.